# Cornelius
Cornelius, auch Kornelius, ist ein männlicher Vorname und Familienname. Er leitet sich vom Gentilnamen der römischen gens Cornelia ab.

## Bedeutung
„Der zum altrömischen Geschlecht der Cornelier Gehörige“, wobei der Name des Geschlechts nicht gedeutet ist.

## Varianten
- Deutsch: Kornelius, Corni, Corny, Conny, Neli, Nelli. In anderen Sprachen:
- Englisch: Cornel
- Französisch: Cornélius, Corneille
- Italienisch: Cornelio, Nello
- Litauisch: Kornelijus
- Niederländisch: Cornelis, Kornelis, Cees, Kees, Corneel, Korneel, Nelis, Cor
- Polnisch: Korneliusz, Kornel
- Portugiesisch: Cornélio
- Russisch: Korneev Korneew
- Rumänisch: Corneliu
- Spanisch: Cornelio
- Ungarisch: Kornél

## Namenstag
16. September und 16. November

## Namensträger

### Vorname
- Cornelius, Name eines der angesehensten römischen Patriziergeschlechter, siehe gens Cornelia
- Cornelius Nepos (≈100 – n. 28 v. Chr.), römischer Schriftsteller
- Hauptmann Kornelius, Schlüsselfigur für die christliche Missionsgeschichte
- Cornelius (fl. 34), römischer Ankläger
- Cornelius († ≈151), Bischof von Antiochia
- Cornelius († 253), Papst (251–253)

- Cornelius Becker (1561–1604), deutscher Theologe und Kirchenlieddichter
- Cornelius Bickel (* 1945), deutscher Soziologe
- Cornelius Castoriadis (1922–1997), französischer Sozialphilosoph
- Cornelius Dane (1960–2004), deutscher Schauspieler
- Cornelis de Graeff (1599–1664), holländischer Regent aus dem Goldenen Zeitalter
- Cornelius de Greiff (1781–1863), deutscher Seidenfabrikant und Mäzen
- Cornelius Hauptmann (* 1951), deutscher Sänger (Bass)
- Cornelius Häußermann (* 1958 oder 1959), deutscher Kantor und Organist
- Cornelius Herz (1845–1898), französischer Arzt und Geschäftsmann
- Cornelius Johnson (1593–1661), englischer Maler
- Cornelius Johnson (1913–1946), US-amerikanischer Leichtathlet
- Cornelius Johnson (1943–2017), US-amerikanischer American-Football-Spieler
- Cornelius a Lapide (SJ) (1567–1637), Theologe
- Cornelius Meister (* 1980), deutscher Generalmusikdirektor
- Cornelius Obonya (* 1969), österreichischer Schauspieler
- Cornelius Offermann (um 1720–1774), deutscher Fuhrmann, Raubmordopfer
- Cornelius Osten (auch Cornelio Osten; 1863–1936), deutscher Kaufmann und Botaniker
- Cornelio Sommaruga (1932–2024), Schweizer Jurist und Präsident des IKRK
- Cornelius Springer (1817–1891), niederländischer Maler, Radierer und Lithograf
- Cornelius Paulinus Swanenburg (1574–1630), niederländischer Rechtswissenschaftler
- Cornelius Weiss (1933–2020), deutscher Chemiker und Politiker

sowie:
- Cornelius I. († 2013), Nashorn und kanadischer „Parteivorsitzender“

### Familienname
- Albert Cornelius (1915–2011), deutscher Maler
- Aloys Cornelius (1748–1800), deutscher Maler
- Don Cornelius (1936–2012), US-amerikanischer Fernsehproduzent und Moderator
- Andreas Cornelius (* 1993), dänischer Fußballspieler
- Auguste Cornelius (1826–1891), deutsche Schriftstellerin
- Carl Cornelius (1793–1843), deutscher Schauspieler
- Carl Adolph Cornelius (1819–1903), deutscher Historiker und Kirchenhistoriker
- Carl Maria Cornelius (1868–1945), deutscher Kunsthistoriker und Schriftsteller
- Corky Cornelius (1914–1943), US-amerikanischer Jazz-Trompeter
- Dean Cornelius (* 2001), schottischer Fußballspieler
- Derek Cornelius (* 1997), kanadischer Fußballspieler
- Don Cornelius (1936–2012), US-amerikanischer Fernsehproduzent und Moderator
- Ernst-August Cornelius (1898–1983), deutscher Hochschullehrer für Maschinenbau
- Everton Cornelius (* 1955), Sprinter und Sportfunktionär aus Antigua und Barbuda
- Friedrich Cornelius (Jurist) (1817–1885), Polizeidirektor in Hanau, Landrat in Marburg und Fulda
- Friedrich Cornelius (Historiker) (1893–1976), Hochschullehrer für Alte Geschichte in München
- Hans Cornelius (1863–1947), deutscher Philosoph, Psychologe und Pädagoge
- Hans Peter Cornelius (1888–1950), deutscher Geologe
- Heinrich Cornelius, genannt Agrippa von Nettesheim (1486–1535), deutscher Universalgelehrter, Theologe, Jurist, Arzt und Philosoph
- Helen Cornelius (1941–2025), US-amerikanische Countrysängerin
- Henry Cornelius (Richter) (1855–1941), deutscher Richter
- Henry Cornelius (Regisseur) (1913–1958), südafrikanisch-britischer Filmregisseur, Drehbuchautor, Filmproduzent und Filmeditor
- Hermann Cornelius (1898–1945), deutscher Maschinenschlosser, Kommunist und Widerstandskämpfer
- Ignaz Cornelius (1764–1806), deutscher Kupferstecher und Schauspieler
- Ingeborg Cornelius (1930–2023), österreichische Schauspielerin
- Jan Cornelius (Schriftsteller) (* 1950), rumäniendeutscher Schriftsteller und Publizist
- Jan Cornelius (Liedermacher) (* 1953), deutscher Liedermacher
- Joachim Cornelius (1934–2012), deutscher Politiker (SPD)
- Jochen Cornelius-Bundschuh (* 1957), deutscher evangelischer Theologe und Landesbischof der Badischen Landeskirche
- Josef Cornelius (Dichter) (1849–1943), deutscher Mundartdichter
- Josef Gerhard Cornelius (1783–1843), deutscher Schauspieler und Theaterregisseur
- Jürn Cornelius (* 1957), deutscher Musiker, Komponist, Schauspieler und Produzent
- Kai Cornelius (* 1971), deutscher Jurist
- Karl Cornelius (1868–1938), deutscher Architekt
- Karl Sebastian Cornelius (1819–1896), deutscher Physiker
- Kurt Cornelius (1893–1966), deutscher Politiker (CDU)
- Lambert Cornelius (1778–1823), deutscher Maler und Zeichenlehrer
- Marta Cornelius-Furlani (1886–1974), österreichische Geologin
- Otto Cornelius (1896–1984), deutscher Maler, Graphiker und Kunsterzieher
- Peter von Cornelius (1783–1867), deutscher Maler
- Peter Cornelius (Komponist) (1824–1874), deutscher Komponist
- Peter Cornelius (Sänger), dänischer Opernsänger (Tenor)
- Peter Cornelius (1905–1988), deutscher Schauspieler, siehe Curt Ackermann
- Peter Cornelius (Fotograf) (1913–1970), deutscher Fotograf und Fotojournalist
- Peter Cornelius (Liedermacher) (* 1951), österreichischer Popsänger
- Patrick Cornelius (* 1978), amerikanischer Jazzmusiker
- Reiner Cornelius (1926–2020), deutscher Maler und Schriftsteller
- Reinhardt O. Cornelius-Hahn (* 1947), deutscher Schriftsteller und Verleger
- Robert Cornelius (1809–1893), US-amerikanischer Pionier der Fotografie
- Stefan Kornelius (* 1965), deutscher Journalist und Sprecher der deutschen Bundesregierung
- Thomas Cornelius (* 1986), deutscher Komponist, Organist und Dirigent
- Tiffany Cornelius (* 1989), luxemburgische Tennisspielerin
- Trude Cornelius (1906–1981), deutsche Kunsthistorikerin und Denkmalpflegerin
- Ulrich Cornelius († 1464), deutscher Kaufmann und Ratsherr der Hansestadt Lübeck
- Victorinus Cornelius (1460–1520), tschechischer Schriftsteller, Rechtsanwalt, Meister der Universität und Dekan der Prager Universität, siehe Viktorin Kornel ze Všehrd
- Violette Cornelius (1919–1998), niederländische Fotografin
- Wilhelm Cornelius (Schriftsteller) (1809–??), deutscher Schriftsteller und Buchhändler
- Wilhelm Cornelius (Ingenieur) (1915–1996), deutscher Ingenieur und Erfinder

### Künstlername
- Cornelius (eigentl. Keigo Oyamada, * 1969), japanischer Popmusiker und Musikproduzent

### Fiktive Figuren
- Cornelius Relegatus, der „verbummelte Cornelius“
- Jerry Cornelius, SF-Held von Michael Moorcock
- Cornelius Fudge, Zaubereiminister in der Romanreihe Harry Potter von Joanne K. Rowling